# 湖南工业职业技术学院
湖南工业职业技术学院（英語：Hunan Industry Polytechnic） 位于湖南省长沙市岳麓区，是湖南省的一所高等专科大学。

## 历史
湖南工业职业技术学院创建于1955年的建国初期，历经几次校名更易，期间三次合并其他学校。

### 校名更易
| 年份   | 名称                 |
| ------ | -------------------- |
| 1955年 | 湖南工业学校         |
| 1961年 | 湖南机械工业学校     |
| 1968年 | 湖南第三机床厂       |
| 1974年 | 长沙汽车机修工具厂   |
| 1978年 | 湖南省机械工业学校   |
| 1999年 | 湖南工业职业技术学院 |

### 三次合并
1961年，“湖南工业学校”和“湖南省农业机械工业学校”合并为“湖南机械工业学校”。
1989年，“湖南机械工业干部中等专业学校”和“湖南省机械工业学校”合并为“湖南省机械工业学校”。
1995年，“湖南省机械工业学校”和“湖南省机械工业厅职工大学”合并为“湖南工业职业技术学院”。

## 学校院系
湖南工业职业技术学院一共分为十三个教学机构。
- 机械工程学院、汽车工程学院、电气工程学院、信息工程学院、商务贸易学院、经济管理学院、工业设计与艺术学院、马克思主义学院、体育艺术部、基础课教学部、继续教育学院、国际教育学院、芙蓉工匠学院
- 重点专业
  - 中央财政支持重点专业：机械制造与自动化、机电一体化技术等
  - 国家级精品专业：数控技术
  - 省级示范性特色专业：电气自动化技术、数控技术
  - 省级特色专业：模具设计与制造、机械制造与自动化
  - 省级精品专业：电子信息工程技术、计算机网络技术、会计电算化、电气自动化技术、模具设计与制造、数控技术

## 学校文化
- 校训：立德、敬业、精技、创新
- 学校报刊：《湖南工业职业技术学院学报》是由该校在2001年创建的官方报纸，主编为刘建湘。[1]

## 学校设施
截至2025年，学校占地面积1074.6亩，建筑面积39万多平方米，教学科研仪器设备总价值20809万余元，图书165万余册，建有现代化电子图书系统、千兆校园网和计算机网络服务系统。